# Møller
En møller er en person, der ejer eller driver et møllebrug ved hjælp af en mølle (typisk vind- eller vand-).
I Danmark var det fra Danske Lov (1683) indtil 1862 almindeligt med møllerprivilegier, hvor en møller fik eneret på at male korn for bønderne i et givet område, men til gengæld var møllerens løn fastlagt.
Møllerens privilegerede status har været medvirkende til at efternavnet Møller i Danmark er det mest udbredte ikke-sen-efternavn.